# Encinacorba
Encinacorba – gmina w Hiszpanii, w prowincji Saragossa, w Aragonii, o powierzchni 36,74 km². W 2011 roku gmina liczyła 239 mieszkańców.